# Liste der Bodendenkmäler in Rettenberg
Auf dieser Seite sind die Bodendenkmäler in der schwäbischen Gemeinde Rettenberg zusammengestellt. Diese Tabelle ist eine Teilliste der Liste der Bodendenkmäler in Bayern. Grundlage ist die Bayerische Denkmalliste, die auf Basis des Bayerischen Denkmalschutzgesetzes vom 1. Oktober 1973 erstmals erstellt wurde und seither durch das Bayerische Landesamt für Denkmalpflege geführt wird. Die folgenden Angaben ersetzen nicht die rechtsverbindliche Auskunft der Denkmalschutzbehörde.

## Bodendenkmäler der Gemeinde Rettenberg

### Bodendenkmäler in der Gemarkung Rettenberg
| Lage                  | Objekt | Akten-Nr.     | Bild                       |
| --------------------- | --- | ------------- | -------------------------- |
| Rettenberg (Standort) | Burgstall des Mittelalters (Weiher). | D-7-8427-0017 | weitere Bilder             |
| Rettenberg (Standort) | Burgstall des Mittelalters (Kranzegg). | D-7-8427-0018 | weitere Bilder             |
| Rettenberg (Standort) | Siedlung vor- und frühgeschichtlicher Zeitstellung.                                                                                        | D-7-8427-0037 |                            |
| Rettenberg (Standort) | Mittelalterliche und frühneuzeitliche Befunde im Bereich der Katholischen Pfarrkirche St. Stephan in Rettenberg und ihrer Vorgängerbauten. | D-7-8427-0079 | weitere Bilder             |
| Rettenberg (Standort) | Frühneuzeitlicher Pestfriedhof bei Rettenberg.                                                                                             | D-7-8427-0125 | Bodendenkmal D-7-8427-0125 |

### Bodendenkmäler in der Gemarkung Untermaiselstein
| Lage                        | Objekt | Akten-Nr.     | Bild |
| --------------------------- | --- | ------------- | ---- |
| Untermaiselstein (Standort) | Mittelalterliche und frühneuzeitliche Befunde im Bereich der Katholischen Filialkirche St. Antonius in Rottach.                                   | D-7-8327-0056 |      |
| Untermaiselstein (Standort) | Schanze der frühen Neuzeit (Am Stein). | D-7-8427-0015 |      |
| Untermaiselstein (Standort) | Mittelalterliche und frühneuzeitliche Befunde im Bereich der Katholischen Pfarrkirche St. Ursula in Untermaiselstein.                             | D-7-8427-0082 |      |
| Untermaiselstein (Standort) | Mittelalterliche und frühneuzeitliche Befunde im Bereich der neuzeitlichen Kapelle St. Maria Magdalena in Greggenhofen und ihrer Vorgängerbauten. | D-7-8427-0116 |      |
| Untermaiselstein (Standort) | Mittelalterliche und frühneuzeitliche Befunde im Bereich der Katholischen Kapelle St. Anna in Bellen und ihrer Vorgängerbauten.                   | D-7-8427-0123 |      |

### Bodendenkmäler in der Gemarkung Vorderburg
| Lage                  | Objekt | Akten-Nr.     | Bild           |
| --------------------- | --- | ------------- | -------------- |
| Vorderburg (Standort) | Mittelalterliche und frühneuzeitliche Befunde im Bereich der Burgruine Vorderburg.                               | D-7-8327-0053 |                |
| Vorderburg (Standort) | Mittelalterliche und frühneuzeitliche Befunde im Bereich der Katholischen Kapelle St. Nikolaus in Emmereis.      | D-7-8327-0055 |                |
| Vorderburg (Standort) | Frühneuzeitlicher Pestfriedhof bei Vorderburg.                                                                   | D-7-8327-0076 | weitere Bilder |
| Vorderburg (Standort) | Mittelalterliche und frühneuzeitliche Befunde im Bereich der Katholischen Pfarrkirche St. Blasius in Vorderburg. | D-7-8328-0037 | weitere Bilder |
| Vorderburg (Standort) | Burgstall des Mittelalters (Emmereis).                                                                           | D-7-8427-0010 |                |